# Дяньчи

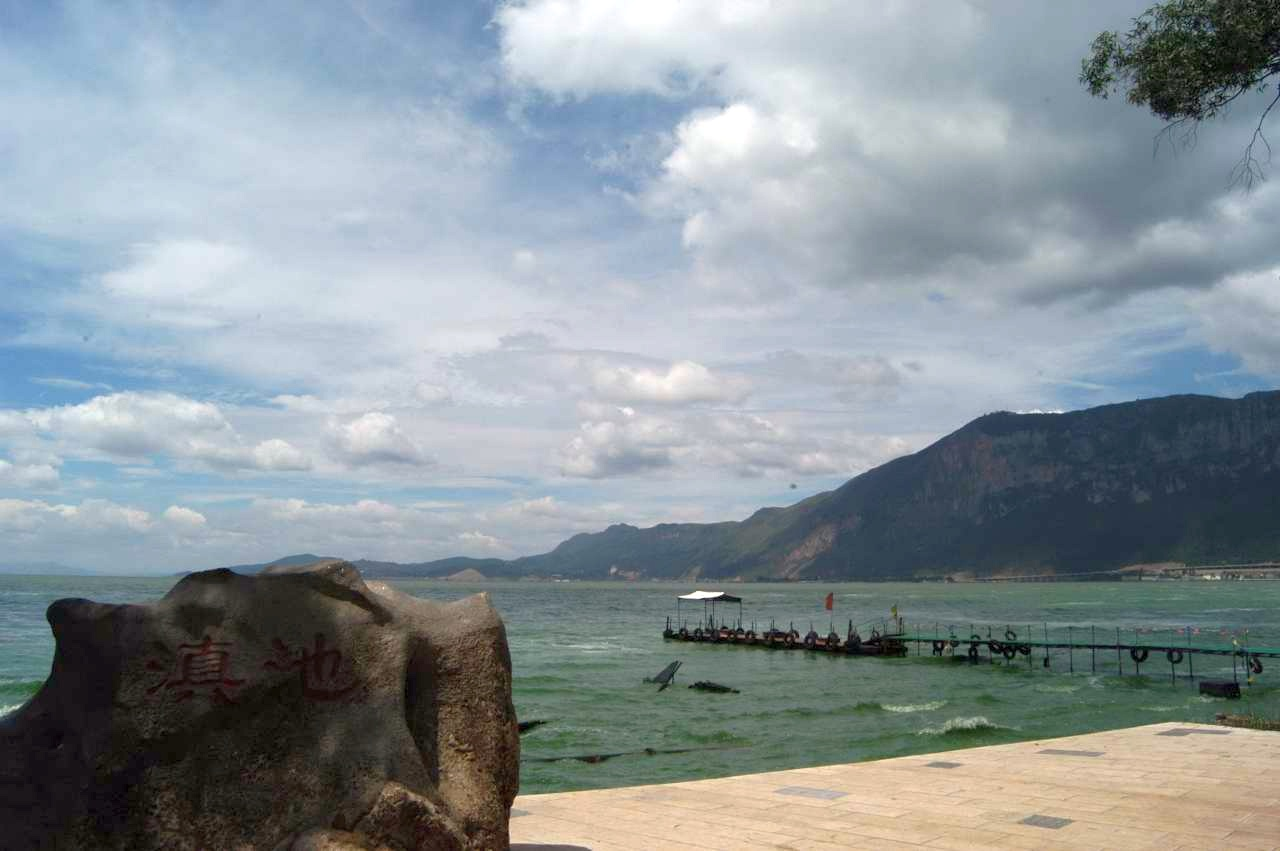

Дяньчи (кит. трад. 滇池, пиньинь Diānchí, кит. трад. 昆明湖, пиньинь Kūnmíng Hú, буквально: «Куньминское озеро») — горное озеро близ многомиллионного города Куньмин в китайской провинции Юньнань. Лежит на высоте 1887 метров над уровнем моря в межгорной котловине в пределах Юньнаньского нагорья. Размеры примерно 40 км (юг-север) на 13 км, площадь — 298 км². Высота над уровнем моря — 1900 м. В настоящий момент существуют проблемы экологии озера. Прежде Куньминское озеро настолько славилось своей живописностью, что вдохновило императора Цяньлуна на создание одноимённого озера в парке пекинского Летнего дворца.
Из озера берёт начало река Хайкоухэ.